# Deutschbaselitzer Großteichgebiet
Deutschbaselitzer Großteichgebiet este o arie protejată (arie specială de conservare — SAC, sit de importanță comunitară — SCI) din Germania întinsă pe o suprafață de 201 ha, integral pe uscat.

## Localizare
Centrul sitului Deutschbaselitzer Großteichgebiet este situat la coordonatele 51°17′36″N 14°09′23″E / 51.2933°N 14.1564°E.

## Înființare
Situl Deutschbaselitzer Großteichgebiet a fost declarat sit de importanță comunitară în iunie 2002 pentru a proteja 6 specii de animale. Situl a fost protejat și ca arie specială de conservare în aprilie 2011.

## Biodiversitate
Situată în ecoregiunea continentală, aria protejată conține 6 habitate naturale: Lacuri eutrofice naturale cu vegetație de tip Magnopotamion sau Hydrocharition, Fânețe de joasă altitudine (Alopecurus pratensis, Sanguisorba officinalis), Mlaștini turboase de tranziție și turbării mișcătoare, Depresiuni pe substraturi de turbă de Rhynchosporion, Păduri acidofile de stejar bătrân cu Quercus robur pe câmpii nisipoase, Mlaștini împădurite.
La baza desemnării sitului se află mai multe specii protejate:
- amfibieni (1): buhai de baltă cu burta roșie (Bombina bombina)
- mamifere (3): liliac cârn (Barbastella barbastellus), lupul (Canis lupus), vidră de râu (Lutra lutra)
- nevertebrate (1): Graphoderus bilineatus
- pești (1): țipar (Misgurnus fossilis)